# Lorela Manu
Lorela Manu (ur. 20 grudnia 1990) – grecka lekkoatletka, tyczkarka.

## Osiągnięcia
| Rok  | Impreza                                 | Miejsce      | Lokata      | Wynik |
| ---- | --------------------------------------- | ------------ | ----------- | ----- |
| 2009 | Mistrzostwa Europy juniorów             | Nowy Sad     | 8. miejsce  | 3,90  |
| 2009 | Mistrzostwa krajów bałkańskich juniorów | Schimatari   | 1. miejsce  | 3,90  |
| 2011 | Młodzieżowe mistrzostwa Europy          | Ostrawa      | 11. miejsce | 3,90  |
| 2012 | Mistrzostwa krajów bałkańskich          | Eskişehir    | 1. miejsce  | 4,40  |
| 2013 | Halowe mistrzostwa krajów bałkańskich   | Stambuł      | 2. miejsce  | 4,00  |
| 2013 | Igrzyska śródziemnomorskie              | Mersin       | 4. miejsce  | 4,30  |
| 2013 | Mistrzostwa krajów bałkańskich          | Stara Zagora | 1. miejsce  | 4,45  |

Medalistka mistrzostw Grecji, reprezentantka kraju w meczach międzypaństwowych juniorów.

## Rekordy życiowe
- Skok o tyczce – 4,45 (2013)